# Metaphycus turanicus
Metaphycus turanicus är en stekelart som beskrevs av Sugonjaev 1975. Metaphycus turanicus ingår i släktet Metaphycus och familjen sköldlussteklar.
Artens utbredningsområde är:
- Kazakstan.
- Turkmenistan.
- Tadzjikistan.
- Uzbekistan.

Inga underarter finns listade i Catalogue of Life.